# Geologia do Butão

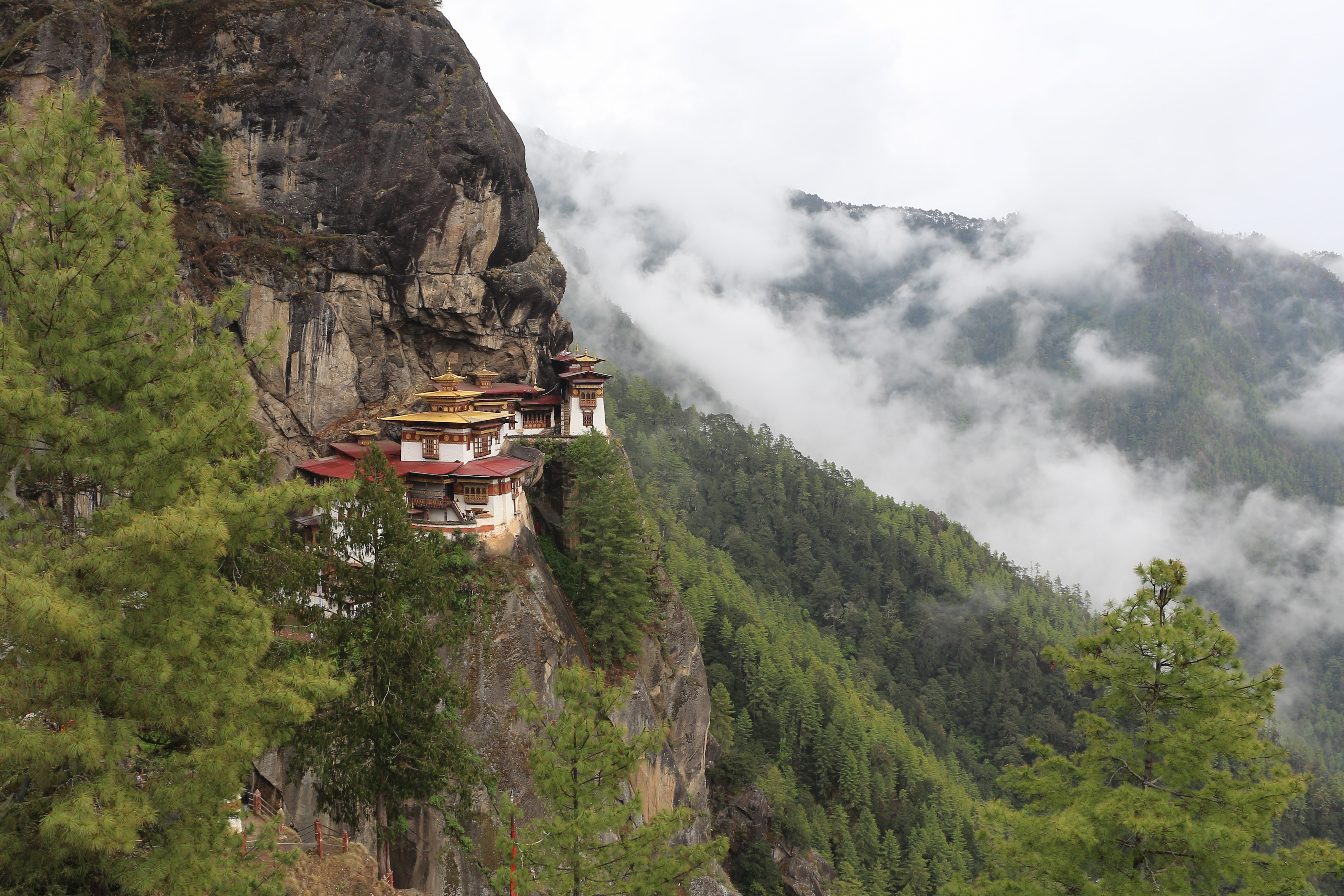

A geologia do Butão é menos bem estudada do que muitos países da Ásia, juntamente com a região mais ampla do Himalaia Oriental. Rochas paleozóicas e pré-cambrianas mais antigas geralmente aparecem misturadas com sedimentos mais jovens devido à orogenia do Himalaia .

## Estratigrafia, tectônica e história geológica
A pesquisa geológica no Butão começou no sudoeste entre 1868 e 1907, seguida pelo mapeamento regional em 1961 pelo Geological Survey of India. A. Gansser liderou grande parte da pesquisa geológica do final dos anos 1960 até os anos 1980.
Algumas das rochas mais antigas do Butão fazem parte do Escudo Indiano no Porão de Shillong - parte de uma bacia foreland . Os sopés do Butão são separados da rocha cristalina pré-cambriana pelo foreland de 35 quilômetros, onde as rochas são dobradas e falhadas por eventos tectônicos mais recentes e cobertas por sedimentos quaternários. O melaço do Himalaia do Sul é representado pelo Cinturão de Siwalik, com quatro quilômetros de siltito, arenito e conglomerados no sudeste. io oioi oi oiio oioiioioio io io ioi ooi oi oi oi io io ioio io io oi
O Cinturão Damuda data do Carbonífero e do Permiano no Paleozóico com veios de carvão, restos de plantas e lentes de calcário Eoceno muito mais jovem incluído durante a orogenia do Himalaia.
O Himalaia Menor, ao norte do Cinturão Damuda, contém rochas sedimentares pré-cambrianas, como ardósia, dolomita e vários quilômetros de quartzito . "Fatias" de granito do porão e gnaisse formam milonita nas bordas. Acredita-se que essas rochas façam parte do Escudo Indiano e tenham um bilhão de anos. Os geólogos também definem as rochas cristalinas do Alto Himalaia que se estendem por 150 quilômetros desde o principal impulso central até os sedimentos do Oceano Tethys no norte. Sillimanita, granada e biotita são especialmente comuns nesta área. O mosteiro Takhtsang, esculpido no gnaisse de Takhtsang, é cercado por rochas com lentes de calcsilicato, interpretadas como as "impressões das mãos e dos pés" de Padmasambhva - um importante fundador dos locais sagrados do Butão. Este gnaisse se inclina em direção ao migmatito, em elevações mais altas, como a montanha Masang Kang. Os geólogos dataram a rocha de 500 a 400 milhões de anos atrás. Os mármores de Paro são comuns no sudoeste, formando maciços, enquanto os leuocogranitos são comuns em diques, soleiras e plutons no nordeste. Oceano Tethys, sedimentos Tethyan afloram ao longo da fronteira tibetana. A Bacia Lingshi é um exemplo, começando com uma fundação de mármore e filito sobre uma rocha cristalina mais antiga, coberta por tilita e calcário. Na bacia, o gnaisse migmatítico é transgredido por calc-xistos, brechas, quartzitos, calcários e fósseis recristalizados. A Bacia de Tang Chu, por outro lado, contém rochas e fósseis do Devoniano.
Falhas jovens e zonas de fratura formadas nos últimos 2,5 milhões de anos do Quaternário . Essas características tectônicas recentes são encontradas no centro e leste, frequentemente associadas a fontes termais. Pesquisas publicadas em 1983 indicaram sete períodos glaciais durante o Pleistoceno, com base na distribuição de moreias terminais.

## Geologia de recursos naturais
Butão tem pequenos depósitos de gesso no esporão de Kuru Chu e calcários no sopé do Himalaia, que são extraídos localmente para a indústria de cimento. Camadas de carvão, com 25% de cinzas, estão espalhadas por toda a região de Damudas. A área de Tang-Chu tem ardósia Devoniana de alta qualidade usada para telhados. 